# ウバ (紅茶)
ウバ（Uva）は、スリランカのウバ州の高地で生産される高級茶であり、ダージリン、キーマンと並び、世界三大銘茶の一つに数えられる。セイロンティー（スリランカ産の紅茶）において、最も標高の高い地域で栽培されるハイグロウンティーに区分され、中でも、香りと風味がしっかりしたウバ茶はその代表格をなすものである。

## 特徴
適度な渋さを伴う深い味わいと、「ウバ・フレーバー」と呼ばれる特徴的で鮮明な香気をもっている。
バラの花にたとえられるほのかな香りの上に、サリチル酸メチルのような爽やかな芳香を伴うものが代表的な上質種とされるが、スモーキーな香りをもつものもあり、またサリチル酸メチル香の有無・程度も様々であるなど、茶園と収穫時期さらには年度やロットによってもかなりの違いがある。
サリチル酸メチルおよびメントール香という表現は2000年代中盤以降より発生しており、それ以前はバラの香気という表現であったが、バラの香気とメントール香が同一かは疑わしい。
スリランカ産の紅茶の通例にしたがい、細かくきざんだ茶葉形態（ブロークン等級）をしているものがほとんどであり、このことが、濃い味わいの紅茶の抽出をいっそう助けている。
水色は澄みながらも濃い深紅色であり、カップに注ぐと水面の淵が金色の輪のように映る場合があって、これが｢ゴールデンリング｣と呼ばれるウバ茶の楽しみ方の一つになっている。
その特徴的な香りと渋みを含む強い味わいのために、好みの分かれやすい紅茶である。特にサリチル酸メチル香の強いものは苦手とする人もおり、紅茶の香りの比較を楽しむ人に向いているとも言える。以上のような特徴があるため、ウバ茶を選ぶにあたっては、品名だけに頼らず、試飲による評価が欠かせないとされる。
上級種はストレートティーとして香りを楽しむことが多い。ウバ茶一般としては、ミルクとの相性が良く ミルクティーとして楽しまれる。

## 収穫期
ウバの茶葉の収穫は一年中行われている。クオリティシーズンは7月から9月頃。

## ウバを生産している茶園の一例
現在ウバを生産している茶園の一例。ここに挙がっている以外にも多数の茶園で生産が行われている。
- アイスレビー茶園
- アッタンピティア茶園
- グレンスプリン茶園
- ショウランズ茶園
- セント･ジェームズ茶園
- ディックウェラ茶園
- ディラアバ茶園
- デモダラ茶園
- ハイランズ茶園
- ハルダムラ茶園